# مردان بدون زنان (مجموعه‌داستان)
مردان بدون زنان (انگلیسی: Men Without Women) نام کتابی‌است مشتمل بر مجموعه‌ای از داستان‌های کوتاه که ارنست همینگوی، نویسندهٔ اهل ایالات متحده آمریکا، در سال ۱۹۲۷ میلادی منتشر کرد. این کتاب شامل ۱۴ داستان کوتاه است که ۱۰ داستان آن قبل از انتشار کتاب در مجلات مختلف به چاپ رسیده بود. موضوعات اصلی مطرح شده در این کتاب عبارت‌اند از: طلاق، خیانت، مرگ و گاوبازی. آدمکش‌ها، تپه‌هایی مثل فیل سفید و در کشوری دیگر، از آثار برجسته و بهترین آثار همینگوی، در این کتاب هستند. مردان بدون زنان دومین مجموعه داستان کوتاهی است که توسط ارنست همینگوی چاپ شده‌است. در ایران اسدالله امرایی این کتاب را به فارسی برگردانده‌است.

## ترجمه‌ها
این کتاب در سال ۱۳۹۱ توسط نشر افق با عنوان مردان بدون زنان باترجمه اسدالله امرایی به چاپ رسیده است. 